# Beatrix Rechner
Beatrix Rechner (auch Trix Rechner; * 10. Juni 1951) ist eine ehemalige Schweizer Hochspringerin.
1971 wurde sie Sechste bei den Leichtathletik-Halleneuropameisterschaften in Sofia. Bei den Olympischen Spielen 1972 in München schied sie in der Qualifikation aus.
Von 1968 bis 1972 wurde sie fünfmal in Folge Schweizer Meisterin.

## Persönliche Bestleistungen
- Hochsprung: 1,82 m, 25. Juli 1971, Basel
  - Halle: 1,85 m, 27. Februar 1972, Bukarest